# Volvo 400
Volvo 400 es una serie de modelos de automóviles de turismo formada por el 440, el 460 y el 480, producidos por el fabricante sueco Volvo en la fábrica de DAF en los Países Bajos. Tiene motor delantero transversal y tracción delantera, y existe con una caja de cambios manual de cinco velocidades, una automática de cuatro velocidades, y una transmisión variable continua. El 480 fue el primer Volvo con tracción delantera. 
El 400 es el sucesor del Volvo 300. En 1997, los 440 y 460 fueron sustituidos definitivamente por el dúo S40/V40, esta vez con carrocería familiar en lugar de liftback, mientras que Volvo presentó recién en 2006 un nuevo hatchback, el Volvo C30.
Los principales rivales del 400 eran los Fiat Tipo/Tempra, Ford Escort, Opel Astra, Peugeot 309, Renault 19, Volkswagen Golf y, en el caso del 460, los Volkswagen Jetta y Ford Orion.
La producción total de 440 ascendía a 359.382 unidades a finales de 1995, y la del 480 fue de unas 80.000 unidades.

## Carrocerías

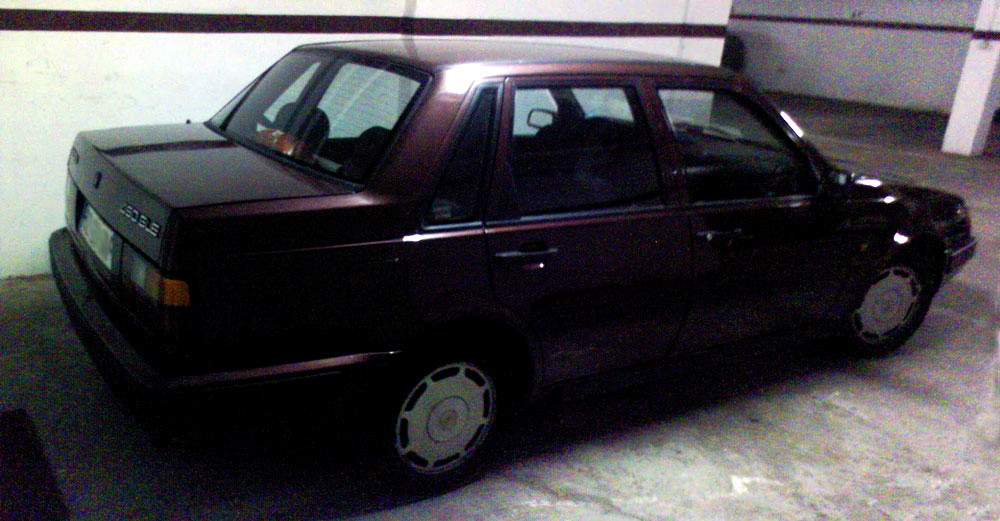
Volvo 460

Los modelos 440, 460 y 480 se pusieron a la venta en los años 1987, 1988 y 1986 respectivamente, y corresponden a las carrocerías liftback de cinco puertas y cinco plazas, sedán de cuatro puertas y cinco plazas, y hatchback de tres puertas y cuatro plazas respectivamente.
En el Salón del Automóvil de Ginebra de 1990, se presentó una variante descapotable basada en el 480, que nunca se produjo en serie. Se diseñó una carrocería familiar pero se decidió no producirla ya que el 745,765 y el 245,265 wagon hacían innecesaria la producción de un 440 o un 460 wagon. El 480 tiene diferencias estéticas con respecto a los otros dos, pero todos comparten estructura y componentes mecánicos.

## Equipamiento
En 1994 la marca realizó una reestilización del 440, con cambios cosméticos que lo acercaron a la línea marcada por el Volvo 850; nuevo capó, parrilla, faros delanteros y traseros, nuevas tapicerías y mejoras en la protección contra impactos laterales.
También se actualizaron recibiendo el airbag de conductor de serie. 
Algunos niveles de equipamiento ofrecían con antibloqueo de frenos y control de tracción, algo inusual en los modelos contemporáneos de la categoría.

## Motorizaciones

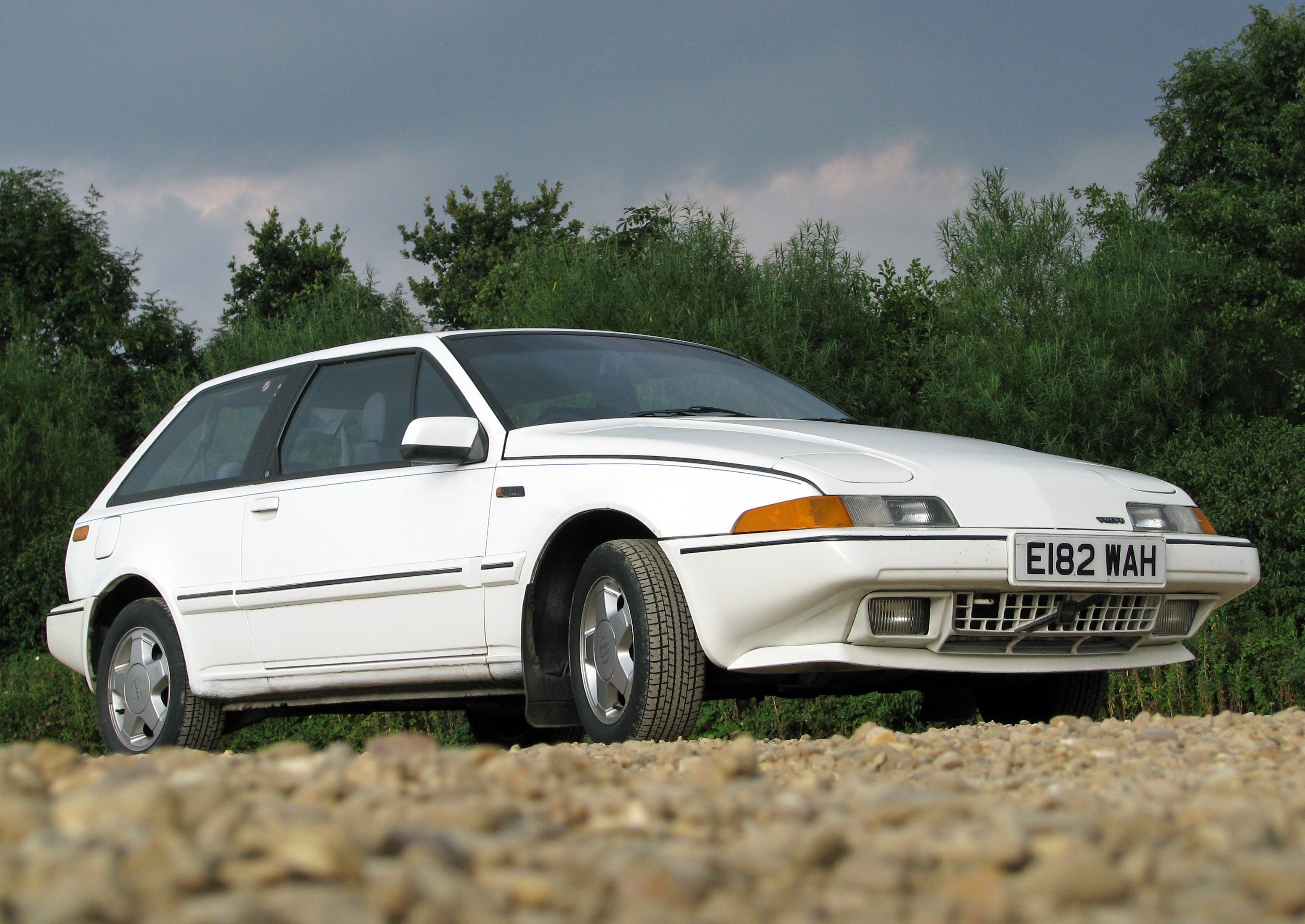
Volvo 480ES

Todos los motores de la serie 400 eran de cuatro cilindros en línea y suministrados por Renault y fabricados con la ayuda de Porsche. La serie 400 fue lanzada con un motor de 1.7 litros de cilindrada y 109 CV a 5500 rpm, heredado del Volvo 300 y denominado "B18E", de inyección multipunto y encendido electrónico Fénix, un motor con carburación denominado B18KP de 90CV y un motor 1.7TURBO para los 440/460,(el 480 solo se lanzó inicialmente con el 1.7)
En 1992, las motorizaciones del 440 cambiaron sustancialmente. La oferta incluía tres motores atmosféricos de gasolina, todos ellos con cuatro cilindros en línea e inyección de combustible: un 1.6 litros de 82 CV, un 1.8 litros de 90 CV,un 2.0 litros de 110 CV;un 1.7 de 106CV y un 1.7 turboalimentado que ofrecía 120 CV. También había un Diesel de 1.9 litros con turbocompresor y 90 CV.